# Nanume
Nanume is een monotypisch geslacht van spinnen uit de  familie van de Theridiidae (kogelspinnen).

## Soort
- Nanume naneum Roberts, 1983